# جيم ويلي
جيم ويلي هو لاعب هوكي الجليد كندي، ولد في 28 أبريل 1950 في سو ساينت ماري في كندا.

## وصلات خارجية
- جيم ويلي على موقع دوري الهوكي الوطني (الإنجليزية)
- جيم ويلي على موقع EliteProspects.com (الإنجليزية)
- جيم ويلي على موقع HockeyDB.com (الإنجليزية)
- جيم ويلي على موقع Hockey-Reference.com (الإنجليزية)